# Paweł Kucewicz
Paweł Kucewicz (błr. Павел Вячаслававіч Куцэвіч – Pawieł Wiaczesławawicz Kucewicz, ros. Павел Вячеславович Куцевич – Pawieł Wiaczesławowicz Kuciewicz; ur. 21 czerwca 1983 w Grodnie) – białoruski hokeista pochodzenia polskiego.

## Kariera
- HK Nioman Grodno 2 (1998-2002, 2004-2006)
  -  Chimwołokno Mohylew (2000/2001)
  -  Junost' Mińsk (2000/2001)
- HK Nioman Grodno (2001-2006)
- Mietałłurg Żłobin (2006-2007)
- Chimwołokno / HK Mohylew (2007-2011)
- HK Lida (2011-2013)
  -  Mietałłurg Żłobin (2012)
- HK Homel (2013-2015)
- HK Nioman Grodno (2015-2016)
- Cracovia (2016)

Paweł Kucewicz urodził się w rodzinie polskiego pochodzenia. Wychowanek i wieloletni zawodnik Niomena Grodno. W maju 2015 ponownie został zawodnikiem tego klubu. Do końca 2015 występował w klubach białoruskiej ekstraligi. Na początku stycznia 2016 z uprawnieniem Karty Polaka został zawodnikiem Cracovii w Polskiej Hokej Lidze. Zwolniony z klubu w listopadzie 2016.
W barwach juniorskich kadr Białorusi uczestniczył w turniejach mistrzostw świata juniorów do lat 18 w 2001 (Dywizja I) oraz mistrzostw świata juniorów do lat 20 w 2003 (Elita).

## Sukcesy
Klubowe
- Brązowy medal mistrzostw Białorusi: 2002 z Niomanem Grodno, 2014, 2015 z HK Homel
- Złoty medal mistrzostw Polski: 2016 z Cracovią
- Superpuchar Polski: 2016 z Cracovią